# Zseton
A zseton (ritkábban a bárca és különösen telefonérmére a tantusz szó is használatos) korlátozott forgalomképességű, legtöbbször magánkiadású érmeszerű tárgy, amelyet pénz helyett használnak. Anyaguk sokszor kevésbé értékes és nem annyira strapabíró, mint a pénzérméké: lehet fém (réz, ón, alumínium, illetve ezek ötvözetei), műanyag, esetleg bőr vagy akár cserép. A legfontosabb eltérés a törvényes fizetőeszközökhöz (vagyis a pénzhez) képest a zsetonok forgalomképessége, a pénzt ugyanis a kibocsátó joghatóságán belül gyakorlatilag korlátozás nélkül kötelező elfogadni. A határ a kettő között nem mindig éles: egyes magánkiadású zsetonok később a pénzekéhez mérhető forgalomképességre tettek szert. A zsetonokkal a numizmatika határtudománya, az exonúmia foglalkozik.
A zsetonok a kaszinókból a legismertebbek. Amerikában azután terjedtek el, hogy bevonták az ezüstpénzeket, és a kaszinók nem akarták a játékautomatákat átállítani, inkább engedélyt kértek a bevont fémpénzhez hasonló zseton használatára a pénzverdétől. Szintén gyakran használnak zsetonokat metrókban, nyilvános telefonállomásokon, autómosóknál stb. Magyarországon a legismertebb zseton a Magyar Posta által kibocsátott telefonérme vagy tantusz, Boldogfai Farkas Sándor szobrász- és éremművész alkotása, amelyet 1946-tól az 1970-es évekig a Posta által üzemeltetett nyilvános telefonkészülékeknél lehetett használni.